# Mercedes Echerer

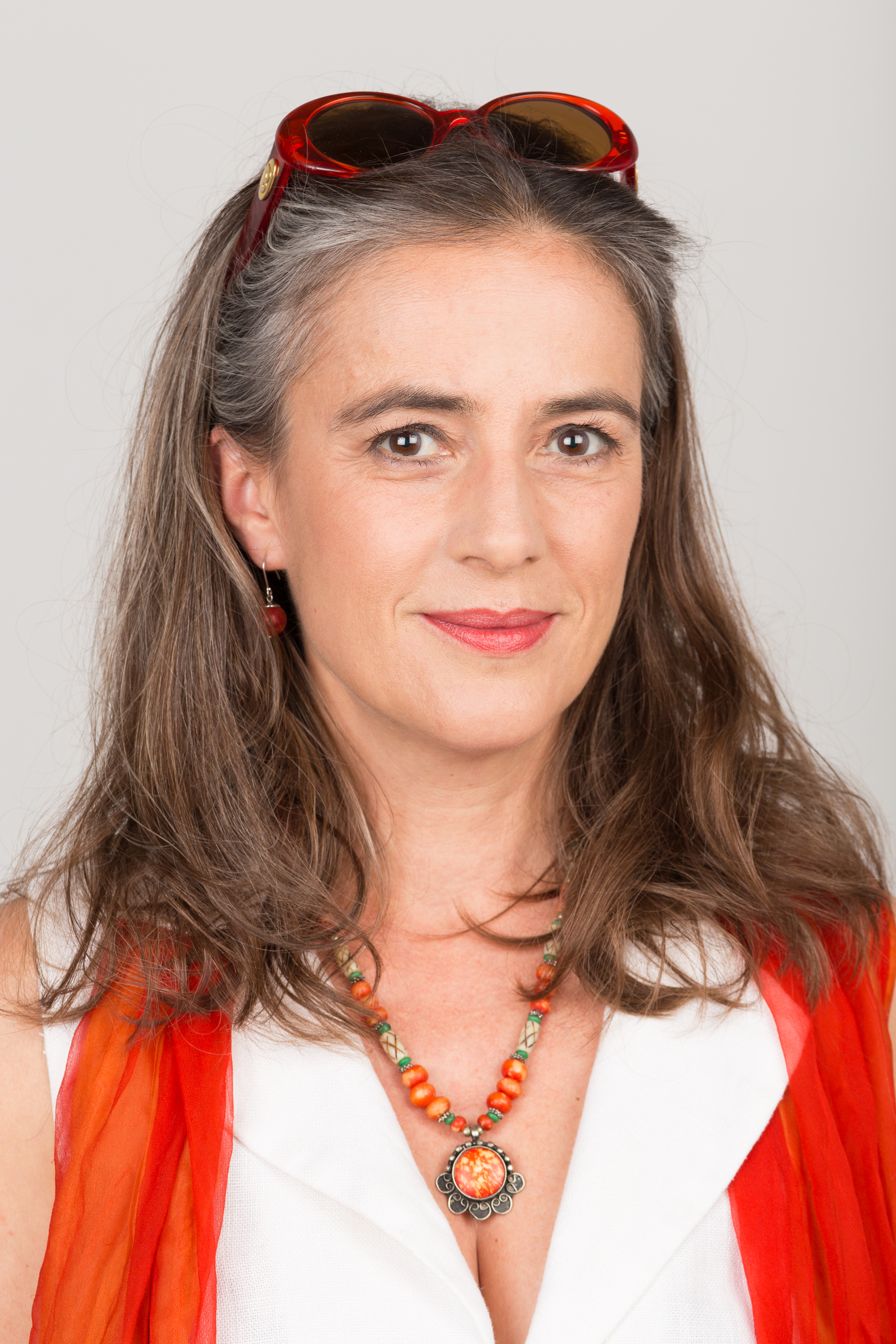
Mercedes Echerer (2016)

Raina Mercedes Echerer (* 16. Mai 1963 in Linz) ist eine österreichische Bühnen- und Filmschauspielerin, Regisseurin, Moderatorin und Sprecherin von Radio- und Fernsehsendungen. Von 1999 bis 2004 war sie als Parteiunabhängige auf der Liste der Grünen Abgeordnete im Europäischen Parlament.

## Leben
Mercedes Echerer ist zweisprachig (deutsch und ungarisch) aufgewachsen. Sie maturierte 1981 am BORG Linz und machte danach eine Ausbildung in Schauspiel, Tanz und Gesang am Linzer Landestheater.
Als Theaterschauspielerin hatte sie Engagements unter anderem am Theater an der Wien (Cats 1984–1985), am Wiener Volkstheater (1985–1989) und am Theater in der Josefstadt (1990–1998). Von 1991 bis 1996 moderierte sie im ORF die Kultursendung Kunst-Stücke sowie die Gala des Prix Ars Electronica.
Von 1999 bis 2004, nach der Europawahl in Österreich 1999, war sie Mitglied des Europäischen Parlaments für die Grünen, ohne jedoch Parteimitglied zu sein. Sie war in verschiedenen europäischen Parlamentsausschüssen, darunter Recht und Binnenmarkt, Kultur, Jugend, Bildung, Medien und Sport, und Haushalt. Daneben war sie Vorreiterin in Bezug auf Softwarepatents- und Urheberrechtsfragen.
2004 gründete sie das EU XXL film, forum and festival of european film und 2010 den Kulturverein Die2.

## Privates
Im Jahr 2015 erhielt sie den Berufstitel Professor. Echerer ist mit dem Autor, Filmemacher und Schauspieler Rupert Henning verheiratet.

## Filmografie (Auswahl)

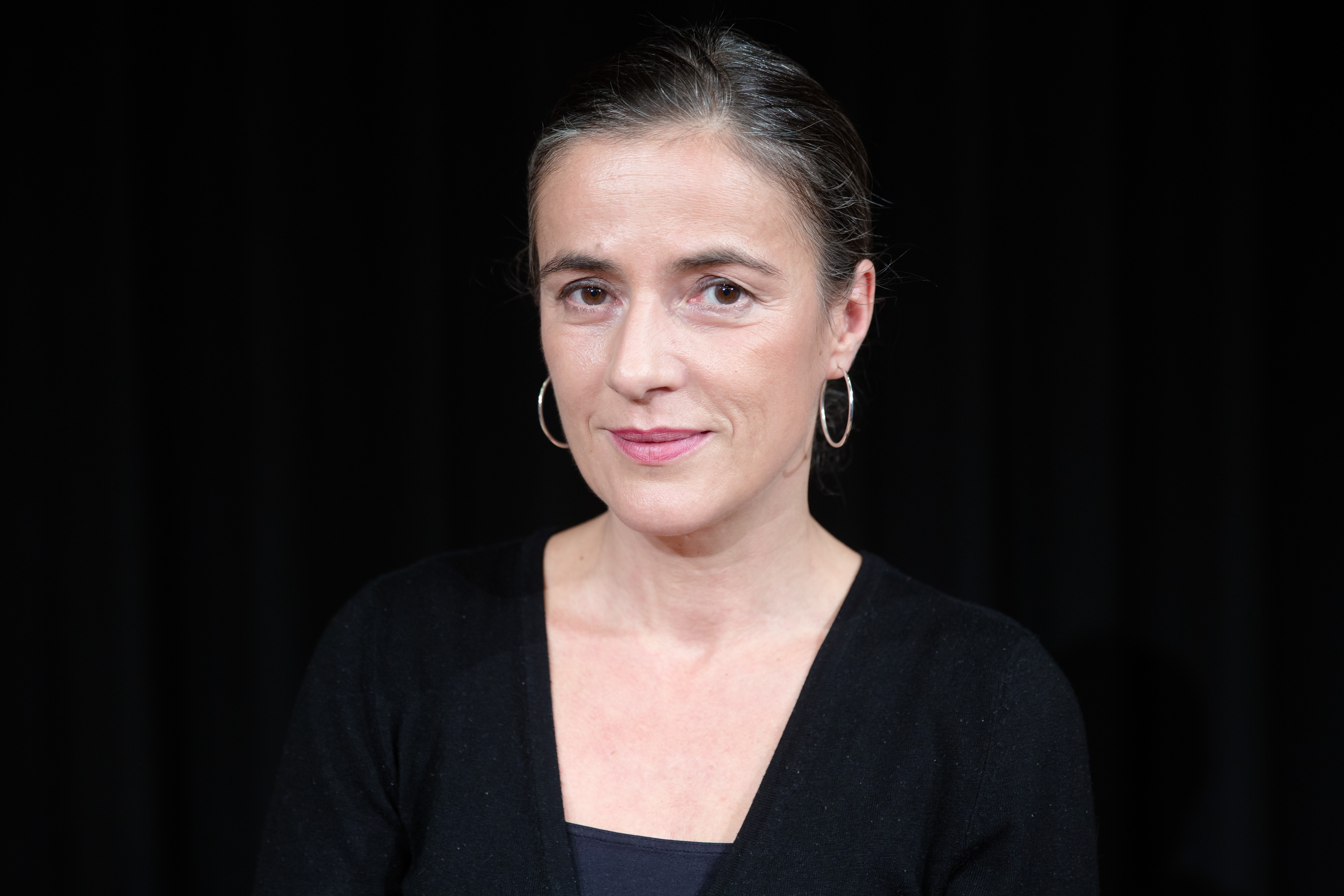
Mercedes Echerer (2015)

- 1985: Schmutz – Regie: Paulus Manker
- 1988: Nachsaison – Regie: Wolfram Paulus
- 1990: Café de l’union – Regie: Dominikus Probst
- 1991: Fahrt in die Hauptstadt – Regie: Wolfram Paulus
- 1993: Halbe Welt – Regie: Florian Flicker
- 1996: Der See – Regie: Thomas Roth
- 1999: Wanted – Regie: Harald Sicheritz
- 2016: Karussell – Regie: Gerda Leopold
- 2016: Agonie – Regie: David Clay Diaz

Fernsehen
- 1990: Landläufiger Tod
- 1995: Mein Opa ist der Beste – Regie: Helmuth Lohner
- 2004: Ein glücklicher Tag – Regie: Paul Hennge
- 2006: Vier Frauen und ein Todesfall – Regie: Wolfgang Murnberger
- 2006: Natur auf der Dachterrasse – Regie: Barbara Puskas
- 2007: Der Winzerkönig – Regie: Claudia Jüppner
- 2008: Schnell ermittelt – Regie: Michi Riebl
- 2008: Der Täter – Regie: Michael Kreihsl
- 2009: Meine Tochter nicht – Regie: Wolfgang Murnberger
- 2011: Die Rosenheim-Cops – Verona sehen und sterben
- 2012: Die Rache der Wanderhure
- 2012: Janus
- 2014: Die Detektive
- 2016: Das Geheimnis der Hebamme
- 2017: Tatort (Wien): Schock
- 2019: Walking on Sunshine
- 2021: SOKO Kitzbühel – Zwei Fliegen, Start Up, Abschied

Regie
- 2019: Tag des Zorns (Theater Drachengasse, Regie und Schauspiel)

Sprecherin
- 2015: Doku 150 Jahre Wiener Ringstraße (ORF Sprecherin)[5]
- 2016: Universum History Olympia 1936 – Der verratene Traum

## Hörbücher
- Brav sein ist schwer! (2011, Hörbuchfassung des Buchs von Marlen Haushofer)